# Willy de Zoete
Wilhelmina Helena de Zoete-van der Hout (Den Haag, 24 februari 1957) is een Nederlandse bestuurder en politica namens de ChristenUnie. Sinds 4 september 2019 is zij lid van de Gedeputeerde Staten van Zuid-Holland.

## Biografie

### Opleiding en loopbaan
De Zoete volgde een inservice-opleiding tot verpleegkundige in het HMC Bronovo en was later werkzaam als docent in het onderwijs. Ze volgde een opleiding management in het onderwijs en promoveerde op 7 november 2019 in de cultuurgeschiedenis aan de Open Universiteit op haar proefschrift 'Klassezusters: de ontwikkeling van het verpleegstersberoep 's-Gravenhage 1900 en 1940'. Naast haar loopbaan was zij onder andere bestuurslid van de KBO-PCOB, lid van de ledenraad van de ANWB en lid van de bondsraad van de Consumentenbond.

### Politieke loopbaan
De Zoete was van 2007 tot 2015 lid van de Provinciale Staten van Zuid-Holland. Van 2015 tot 2019 was zij lid van het algemeen bestuur van Hoogheemraadschap van Delfland. Van 2018 tot 2019 was zij lid van de gemeenteraad van Westland en fractievoorzitter van de ChristenUnie-SGP. Sinds 4 september 2019 is zij lid van de Gedeputeerde Staten van Zuid-Holland namens de CU-SGP en heeft zij in haar portefeuille Economie: toegepaste innovatie in het MKB en Human Capital, Cultuur en erfgoed, Personeel en Organisatie, Luchtvaart, Grondzaken en Toerisme.

### Persoonlijk
De Zoete is opgegroeid in het Haagse Loosduinen en verhuisde later naar het Westlandse Poeldijk. Ze is gehuwd en heeft drie kinderen.